# 古洞の森温泉

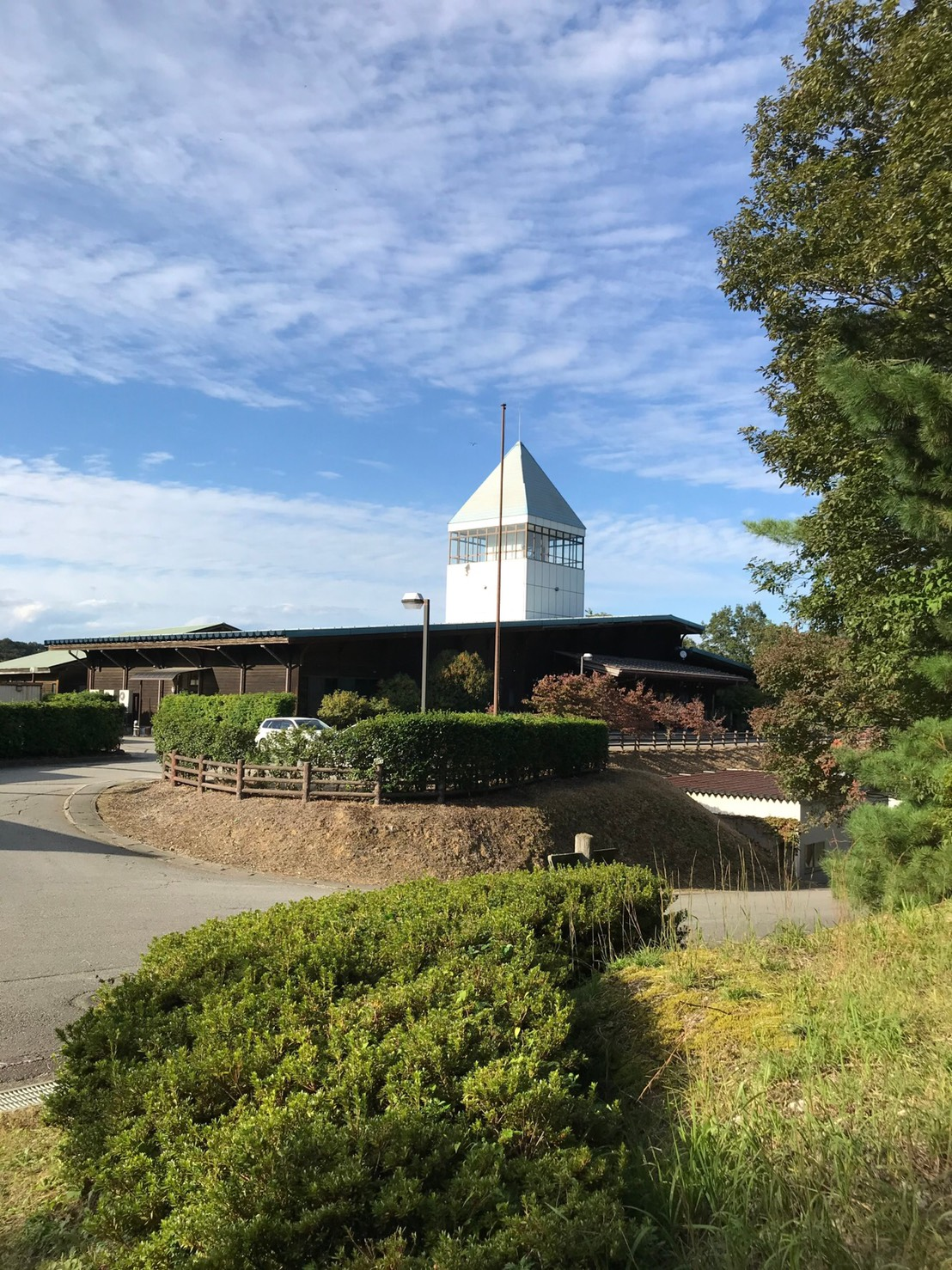

古洞の森温泉（古洞の湯）は富山県富山市池多1044に位置する温泉。とやま古洞の森自然活用村（1990年開業）の温泉施設として、1999年（平成11年）にオープンした。2023年（令和5年）3月の自然活用村廃止に伴い、閉館となっていたが、2025年（令和7年）4月下旬に営業を再開した。

## 概要
『とやま古洞の森自然活用村』ふれあいセンターに直結している温泉施設で1999年（平成11年）4月29日オープン。温泉は北陸地方で最も深い地下2,050ｍから湧き出る強アルカリ食塩泉・炭酸水素塩泉で、神経痛、筋肉痛、疲労回復、慢性皮膚病などに効果があり、美肌効果も期待出来る。温泉施設以外では食堂、休憩室、売店、健康茶コーナー、マッサージ機コーナー、手作りバック販売コーナー、洋服コーナーなどがある。
とやま古洞の森自然活用村はコロナ禍や老朽化の影響で2023年3月に廃止され、それに伴い温泉施設も閉館となった。その後、富山市は事業者を公募し、2023年12月に不動産業などを営む市内のABLトラストへの貸し付けを決定した。ABLトラストは活用村全体の再開を目指して準備を始めていたが、2024年（令和6年）1月に地震が発生。そのため温泉施設の再開を先行させることとなり、2025年（令和7年）4月下旬に営業を再開した。

## 温泉諸元
源泉名としての名称は『富山古洞の森温泉』である。
- 揚水量 - 毎分60.0リットル（動力揚水）
- 泉温 - 33.6[5]
- pH - 8.4[5]
- 溶存物質 - 2,112mg/kg[5]

## 交通
- 無料駐車場（300台）

## 近隣施設
- 富山市ファミリーパーク
- 富山ガラス工房
- 田尻池
- 県民公園太閤山ランド